# Cirera
Cirera es un barrio de la zona Centro - Norte de Mataró, (Cataluña, España) recientemente urbanizado.

## Límites
- Al Norte Limita con varias urbanizaciones, por Hospital de Mataró y CC. Mataró Parc.
- Al Sur con Eixample, por parque central.
- Al Oeste con Cerdanyola, por Vía Europa.
- Al Este con  Los Molinos por parque central viejo y Vista Alegre por la Calle Riera de Cirera.

## Semana Santa
En el barrio, se encuentra la hermandad de la Virgen de la Soledad, formada solo por mujeres (exceptuando a la banda que incluye también hombres). Realiza la procesión dos veces, una el Sábado Santo junto al Santo Sepulcro y otra hacia el mes de marzo, para celebrar la llegada de la Virgen al barrio.

## Transportes
Por sus calles, pasan autobuses de todas las Líneas de Mataró Bus exceptuando la línea P. También dispone de una parada de autobuses interurbanos, situada en el parque central.

## Equipamientos
Se localiza en el barrio el Hospital de Mataró, un Centro de Atención Primaria (CAP) compartido con Los Molinos. En el parque central, se sitúa la comisaría de la Policía Local.

## Personajes Célebres
- Dr. Rubén Fernández (1987-), doctor en Ingeniería Química (especialidad en Ingeniería Bioquímica) por la University of California, Irvine.

- Datos: Q67131146